# رنه کلاسن
رنه کلاسن (انگلیسی: René Klaassen؛ زادهٔ ۴ مارس ۱۹۶۱) ورزشکار هاکی روی چمن اهل پادشاهی هلند است.
وی در مسابقات کشوری و بین‌المللی در مجموع برندهٔ ۱ مدال طلا، ۱ مدال برنز شده‌است.